# Роман Кзич
Роман Кзич (? — после 1185 года) — половецкий хан, сын хана Гзака и внук хана Белука.

## Биография
Сын половецкого хана Гзака. Крестившись, получил имя Роман. В 1185 году Роман и его отец Гзак привели своих воинов вместе с другими ханами в помощь разбитому в битве на Хороле хану Кончаку. Половецкое войско одержало победу в битве на Каяле над русскими воинами под командованием Игоря Святославича; в битве погибло или было взято в плен множество рядовых воинов, а сам князь Игорь вместе с братом Всеволодом и сыном Владимиром попали в плен.
Одержав победу, половецкие ханы на совете решили идти в военный поход на русские земли. Войско под руководством Гзака совершило поход на Путивль, разорив его окрестности. Возможно Роман Кзич принимал там участие. После этого войска Кончака и Гзака, захватив добычу и пленных ушли в степи.
Больше о нём ничего не известно.